# S.A.S. San Salvador
S.A.S. San Salvador (en francés: S.A.S. à San Salvador; en alemán: S.A.S. Malko – Im Auftrag des Pentagon) es una película de coproducción franco-germana, adaptación de la novela de Gérard de Villiers de idéntico nombre. La cinta fue dirigida por Raoul Coutard y protagonizada por Miles O'Keeffe. 

## Resumen
Como en los libros, Malko es un noble cuya familia le legó un enorme castillo y una apariencia aristocrática, pero sin medios suficientes para mantener su herencia, por lo que acepta trabajos para la CIA. El servicio secreto estadounidense está preocupado por las informaciones que llegan de San Salvador. Su misión se centrará en un excolaborador de la agencia llamado Enrique Chacón (Raimund Harmstorf), que supuestamente se ha corrompido en el país. El agente Malko va a investigar a Chacón sobre las atrocidades del Escuadrón de la muerte (la escena inicial de la película muestra a Chacón como el asesino de Óscar Arnulfo Romero) y luego hará lo que le parezca adecuado según sus hallazgos. De acuerdo con las instrucciones, Malko viaja a San Salvador y es testigo de los crímenes de los escuadrones de la muerte. Cuando descubre que es Chacón la fuerza impulsora de todo el entramado, no tiene otra opción que neutralizarlo. 

## Reparto
- Miles O'Keeffe : Malko Linge
- Raimund Harmstorf : Enrique Chacon
- Dagmar Lassander : Maria Luisa Delgado
- Anton Diffring : Peter Reynolds
- Catherine Jarrett : Rosa
- Monika Kaelin : Pilar
- Alexander Kerst : David Wise
- Corinne Touzet : Elena
- Sybil Danning : Countess Alexandra Vogel
- Franck-Olivier Bonnet : Col. Mendoza
- Robert Etcheverry : Numez Grande
- Wolfgang Finck : Bart Roch
- Didier Bourdon